# Cordia latiloba
Cordia latiloba är en strävbladig växtart som beskrevs av Ivan Murray Johnston. Cordia latiloba ingår i släktet Cordia, och familjen strävbladiga växter. Inga underarter finns listade i Catalogue of Life.